# Primera División (Chile) 1992
Die Primera División 1992, auch unter dem Namen Campeonato Nacional Copa Banco del Estado 1992 bekannt, war die 60. Saison der Primera División, der höchsten Spielklasse im Fußball in Chile.
Die Meisterschaft gewann das Team von CD Cobreloa, das den 5. Meisterschaftstitel gewinnen konnte. Für die Copa Libertadores qualifizierte sich neben dem Meister auch Universidad Católica über die Liguilla zur Copa Libertadores. Für die Copa Conmebol 1993 nahm der Zweitplatzierte CSD Colo-Colo teil. Die Copa Chile 1992 gewann Unión Española.
Der  Tabellenletzte CD Huachipato und der Vorletzte der Tabelle Fernández Vial stiegen direkt in die zweite Liga sowie CD Cobresal über die Relegationsliguilla ab.

## Modus
Die 16 Teams spielen jeder gegen jeden mit Hin- und Rückspiel. Meister ist die Mannschaft mit den meisten Punkten und qualifiziert sich für die Copa Libertadores. Bei Punktgleichheit entscheidet ein Entscheidungsspiel um die bessere Position, wenn es um die Meisterschaft geht. In den anderen Fällen entscheidet das Torverhältnis. Die letzten zwei Teams der Tabelle steigen in die zweite Liga ab. Der Dritt- und Viertletzte der Tabelle spielen eine Liguilla mit zwei Zweitligateams. Der Erstplatzierte dieser Liguilla spielt in der Folgesaison erstklassig, die anderen beiden Teams zweitklassig. Der zweite Startplatz der Copa Libertadores wird durch eine Liguilla, an der die Mannschaften der Plätze 2 bis 5 teilnehmen, ausgespielt. Bei Punktgleichheit des ersten oder zweiten Platzes gibt es ein Entscheidungsspiel. Das bestplatzierte Team, das nicht für die Copa Libertadores qualifiziert ist, nimmt an der Copa Conmebol teil.

## Teilnehmer
Die Absteiger der Vorsaison Santiago Wanderers und Provincial Osorno wurden durch die Aufsteiger CD Huachipato und Deportes Temuco ersetzt. Folgende Vereine nahmen daher an der Meisterschaft 1992 teil:
| Mannschaft           | Stadt             |
| -------------------- | ----------------- |
| CD Cobreloa          | Calama            |
| CD Cobresal          | El Salvador       |
| CSD Colo-Colo        | Santiago de Chile |
| Coquimbo Unido       | Coquimbo          |
| Deportes Antofagasta | Antofagasta       |
| Deportes Concepción  | Concepción        |
| Deportes La Serena   | La Serena         |
| Deportes Temuco      | Temuco            |
| Everton              | Viña del Mar      |
| Fernández Vial       | Concepción        |
| CD Huachipato        | Talcahuano        |
| CD O’Higgins         | Rancagua          |
| CD Palestino         | Santiago de Chile |
| Unión Española       | Santiago de Chile |
| Universidad Católica | Santiago de Chile |
| Universidad de Chile | Santiago de Chile |

## Tabelle
| Pl.                                | Verein                   | Sp. | S  | U  | N  | Tore    | Diff. | Punkte |
| ---------------------------------- | ------------------------ | --- | -- | -- | -- | ------- | ----- | ------ |
| 1.                                 | CD Cobreloa              | 30  | 17 | 10 | 3  | 056:310 | +25   | 44     |
| 2.                                 | CSD Colo-Colo (M)        | 30  | 18 | 6  | 6  | 068:360 | +32   | 42     |
| 3.                                 | Universidad Católica (P) | 30  | 16 | 9  | 5  | 067:290 | +38   | 41     |
| 4.                                 | Universidad de Chile     | 30  | 12 | 10 | 8  | 038:290 | +9    | 34     |
| 5.                                 | Unión Española           | 30  | 14 | 4  | 12 | 050:460 | +4    | 32     |
| 6.                                 | CD O’Higgins             | 30  | 11 | 7  | 12 | 045:430 | +2    | 29     |
| 7.                                 | Deportes Antofagasta     | 30  | 10 | 9  | 11 | 034:350 | −1    | 29     |
| 8.                                 | Deportes Temuco (N)      | 30  | 8  | 12 | 10 | 035:400 | −5    | 28     |
| 9.                                 | Deportes La Serena       | 30  | 9  | 9  | 12 | 030:350 | −5    | 27     |
| 10.                                | Coquimbo Unido           | 30  | 9  | 9  | 12 | 041:530 | −12   | 27     |
| 11.                                | Deportes Concepción      | 30  | 9  | 9  | 12 | 035:470 | −12   | 27     |
| 12.                                | CD Palestino             | 30  | 10 | 7  | 13 | 044:610 | −17   | 27     |
| 13.                                | Everton                  | 30  | 9  | 8  | 13 | 043:470 | −4    | 26     |
| 14.                                | CD Cobresal              | 30  | 9  | 7  | 14 | 035:460 | −11   | 25     |
| 15.                                | Fernández Vial           | 30  | 5  | 14 | 11 | 029:300 | −1    | 24     |
| 16.                                | CD Huachipato (N)        | 30  | 6  | 6  | 18 | 034:670 | −33   | 18     |
| Quelle: rsssf.org, Stand: Endstand |                          |     |    |    |    |         |       |        |

| (M) | Vorjahresmeister     |
| (P) | Vorjahrespokalsieger |
| (N) | Aufsteiger           |

## Beste Torschützen
| Rang | Spieler                | Klub                 | Tore |
| ---- | ---------------------- | -------------------- | ---- |
| 1    | Aníbal González        | CSD Colo-Colo        | 24   |
| 2    | Juan Carlos Almada     | Universidad Católica | 20   |
|      | Carlos Gustavo de Luca | CD O’Higgins         | 18   |
| 4    | Jorge Dely Valdés      | Unión Española       | 13   |
| 5    | José Cardozo           | Universidad Católica | 12   |
|      | Marcelo Corrales       | CD Palestino         | 12   |

## Liguilla um die Copa Libertadores

### Pre-Liguilla-Playoffs
|                      | Gesamt |                      | Hinspiel | Rückspiel |
| -------------------- | ------ | -------------------- | -------- | --------- |
| Universidad de Chile | 2:4    | Unión Española       | 1:0      | 1:4       |
| CD O’Higgins         | 4:6    | Universidad Católica | 3:6      | 1:0       |
| Deportes Antofagasta | 1:4    | CSD Colo-Colo        | 0:3      | 1:1       |

Neben den drei Siegern der Playoffs qualifizierte sich Universidad de Chile aufgrund der besten Platzierung in der Ligatabelle als viertes Team für die Ligiulla.

### Liguilla
| Pl. | Verein               | Sp. | S | U | N | Tore    | Diff. | Punkte |
| --- | -------------------- | --- | - | - | - | ------- | ----- | ------ |
| 1.  | Universidad de Chile | 3   | 1 | 1 | 1 | 003:200 | +1    | 03     |
| 2.  | Universidad Católica | 3   | 1 | 1 | 1 | 005:500 | ±0    | 03     |
| 3.  | CSD Colo-Colo        | 3   | 1 | 1 | 1 | 004:400 | ±0    | 03     |
| 4.  | Unión Española       | 3   | 1 | 1 | 1 | 002:300 | −1    | 03     |

|                      | Ergebnis |                      |
| -------------------- | -------- | -------------------- |
| Universidad de Chile | 1:3      | Universidad Católica |

Durch den 3:1-Erfolg nimmt Universidad Católica an den Copa Libertadores 1993 teil.

## Relegation

### Relegationsliguilla
| Pl. | Verein                 | Sp. | S | U | N | Tore    | Diff. | Punkte |
| --- | ---------------------- | --- | - | - | - | ------- | ----- | ------ |
| 1.  | Everton (1)            | 3   | 3 | 0 | 0 | 008:200 | +6    | 06     |
| 2.  | Deportes Melipilla (2) | 3   | 1 | 1 | 1 | 004:400 | ±0    | 03     |
| 3.  | CD Cobresal (1)        | 3   | 0 | 2 | 1 | 002:500 | −3    | 02     |
| 4.  | Regional Atacama (2)   | 3   | 0 | 1 | 2 | 001:400 | −3    | 01     |

Da die beiden Erstplatzierten erstklassig spielen, steigt Deportes Melipilla in die Primera División auf und CD Cobresal in die 2. Liga ab.